# Liste des îles de l'océan Atlantique
L'océan Atlantique comprend de nombreuses îles ou archipels. Certains de ces territoires sont des parties émergées des continents qui le bordent, d'autres furent créés par la dorsale océanique centrale. En voici une liste non exhaustive établie selon que ces îles sont situées en Atlantique nord, dans les Caraïbes ou en Atlantique sud.

## Atlantique nord

### Canada
- Cap-Breton
- Terre-Neuve
- Îles de la Madeleine
- Île-du-Prince-Édouard

### Danemark
- Groenland
- Archipel des îles Féroé (Fugloy, Svínoy, Borðoy, Viðoy, Kunoy, Kalsoy, Eysturoy, Streymoy, Vágar, Mykines, Hestur, Koltur, Nólsoy, Sandoy, Skúvoy, Stóra Dímun, Lítla Dímun et Suðuroy)

### Islande
- Islande
- Archipel des îles Vestmann (Elliðaey, Faxasker, Heimaey, Bjarnarey, Stóri Örn, Grasleysa, Hrauney, Hani, Hæna, Stóristakkur, Álsey, Brandur, Suðurey, Hellisey, Geldungur, Súlnasker, Geirfuglasker, Surtsey)
- Æðey
- Akureyjar
- Andey
- Brokey
- Drangey
- Eldey
- Engey
- Flatey (Breiðafjörður)
- Flatey (Skjálfandi)
- Gamlaeyri
- Grímsey
- Hergilsey
- Hjörsey
- Hrísey
- Hrollaugseyjar
- Hvallátur
- Kolbeinsey
- Lundey
- Málmey
- Papey
- Rauðseyjar
- Seley
- Skáleyjar
- Skrúður
- Stapaey
- Svefneyjar
- Sviðnur
- þormóðssker
- þrídrangar
- Tvísker
- Videy
- Vigur

### Grande Bretagne
Bermudes

### France
Voir : Îles de France situées sur la côte Atlantique

### Espagne
- Îles Canaries (Lanzarote, Fuerteventura, Grande Canarie, Tenerife, La Gomera, La Palma, El Hierro, La Graciosa, Alegranza, Los Lobos, Montaña Clara, Roque del Este, Roque del Oeste)

### Portugal
- Madère
  - Île de Madère et Porto-Santo
  - Îles Desertas (Deserta Grande, île de Bugio, îlot Chão)
  - Îles Selvagens (Selvagem Grande, Selvagem Pequena, Îlot de Fora)

- Açores (São Miguel, Formigas, Santa Maria, Faial, Terceira, Graciosa, São Jorge, et Pico, Flores et Corvo).

### Maroc
- Îles Purpuraires, Casa del Mar

### Cap-Vert
- îles de Sotavento (Brava, Fogo, Santiago et Maio)
- îles de Barlavento (Boa Vista, Sal, São Nicolau, Santa Luzia, São Vicente et Santo Antão).

## Caraïbes
- Bahamas (Liste des îles des Bahamas)
- Grandes Antilles

Nota bene À l'exception des cayes cubains et de l'île de la Tortue (Haïti), les îles des Antilles font toutes partie de la mer des Caraïbes et, selon la définition de l'0rganisation  hydrographique  internationale, ne font donc pas partie de l'océan Atlantique.
- - Cuba (île de Cuba, île de la Jeunesse, Cayo Coco, Cayo Ensenacho,  Cayo Largo, Cayo Santa Maria)
  - Hispaniola (Haïti,République dominicaine), Île de la Tortue
  - la Jamaïque
  - Porto Rico
- Petites Antilles
  - Îles du Vent
    - Culebra
    - Vieques
    - Îles Vierges
      - Îles Vierges britanniques (Tortola, Virgin Gorda, Anegada et Jost Van Dyke)
      - Îles Vierges américaines (Saint-Thomas, Saint-John, Sainte-Croix …)

    - Anguilla (île d'Anguilla, Anguillita, Blowing Rock, Cove Cay, Crocus Cay, Deadman's Cay, Dog Island, East Cay, Little Island, Little Scrub Island, Mid Cay, North Cay, Prickly Pear Cays, Rabbit Island, Sandy Island, Scilly Cay, Scrub Island, Seal Island, Sombrero, South Cay, South Wager Island, West Cay)
    - Île de Saint-Martin
    - Saint-Barthélemy
    - Saba
    - Saint-Eustache
    - Saint-Christophe-et-Niévès (Saint-Christophe, Niévès)
    - Antigua-et-Barbuda (Barbuda, Redonda, Antigua)
    - Montserrat
    - Archipel de la Guadeloupe (Basse-Terre, Grande-Terre, Marie-Galante, La Désirade, îles de la Petite-Terre, …)
      - Îles des Saintes (Terre-de-Haut, Terre-de-Bas, îlet à Cabrit, Grand-Ilet, îlet de la Coche, îlet des Augustins, îlet de la Redonde, Rocher-du-Pâté)

    - Dominique
    - Martinique
    - Sainte-Lucie
    - Île de Saint-Vincent
    - Grenadines (Bequia, Petite Niévès, Quatre, Pigeon, Moustique, Bettowia, Baliceaux, Les Piloris, Petite Moustique, Savan, Canouan, Petite Canouan, Mayreau, Les Cayes Tobago, Union, Prune, Petite Saint-Vincent, Young Island, Carriacou, Petite Martinique, Saline, Frégate, Île Large, Ronde, Les Tantes, Diamant, île Caille)
    - Grenade
    - Barbade
    - Trinité-et-Tobago (Trinité, Tobago)
      - Bocas Islands (Chacachacare, Monos, Huevos, Gaspar Grande, Gasparillo, Parasol Rocks, Cabresse island)
      - « Cinq îles » (Caledonia Island, Craig Island, Lenagan Island, Nelson Island, Pelican Island, Rock Island)
      - Îles San Diego (Cronstadt, Carrera, …)
      - Farallo
      - Soldado Rock
      - Saut d'Eau
      - Little Tobago
      - île Saint Giles
      - Goat Island
      - Sisters' Rock

  - Îles Sous-le-Vent
    - Îles ABC (Aruba, Bonaire et Curaçao)
    - Archipiélago Los Monjes (Monjes del Norte, Monjes del Este, Monjes del Sur)
    - Île de la Tortue et cayes adjacentes (Île de la Tortue, Cayo Herradura, Los Palanquines, Cayos de Ño Martín, Islote El Vapor, Cayos de Punta de Ranchos)
      - Islas Los Tortuguillos (Isla Tortugillo del Este, Isla Tortuguillo del Oeste)

    - Isla la Sola
    - Archipiélago los Testigos (Isla Conejo, Isla Iguana, Isla Morro Blanco, Isla Rajada, Isla Noroeste, Peñón de Fuera, Isla Testigo Grande)
    - Islas los Frailes (Chepere, Guacaraida, Puerto Real, Nabobo, Cominoto, Macarare, Guairiare, Guacaraida, La Balandra, La Peche)
    - Isla de Patos
    - Archipel de Los Roques (Gran Roque, Cayo Francisqui, Cayo Nordisquí, Madrisquí, Cayo Crasquí …)
    - Isla La Blanquilla
    - Islas Los Hermanos (Isla La Orquilla, Isla Los Morochos, Isla Grueso, Isla Pico, Isla Fondeadero, Isla Chiquito)
    - Isla La Orchila (Isla La Orchila, Cayo Agua, Cayo Sal, Cayo Noreste)
    - Isla de Aves
    - Archipiélago Las Aves
      - Aves de Barlovento (Isla Aves de Barlovento, Isla Tesoro, Cayo Bubi, Cayo de Las Bobas)
      - Aves de Sotavento (Isla Aves de Sotavento, Isla Larga, Cayo Tirra, Isla Saquisaqui, Cayos de La Colonia, Isla Maceta, Cayo Sterna)

## Atlantique sud

### Royaume-Uni
- Ascension
- Sainte-Hélène
- Archipel de Tristan da Cunha (Tristan da Cunha, île Gough, île Inaccessible, Middle Island, île Nightingale, île Stoltenhoff)

- îles Malouines aussi appelées îles Falkland
- Géorgie du Sud-et-les Îles Sandwich du Sud

### Norvège
- Île Bouvet

### Brésil
- Archipel de Fernando de Noronha
- Archipel de Trindade et Martim Vaz (Trindade, île du Nord, îlot de Angulha, île de Racha île du Sud)

### France
- Les Îles du Salut (Guyane) :
  - Île Royale
  - Île du Diable
  - Île Saint-Joseph

### Sao Tomé-et-Principe
- Sao Tomé
- Principe

### Guinée équatoriale
- Annobón
- Bioko